# Çiğdem Can
Çiğdem Can Rasna (Istanbul, 5 luglio 1976) è un'ex pallavolista turca, di ruolo centrale.

## Carriera
La carriera di Çiğdem Can, meglio nota come Çiğdem Rasna, inizia nel 1994 tra le file del VakıfBank Spor Kulübü. Durante la permanenza col club di Ankara conquista tre Coppe di Turchia e due Campionati turchi. Sempre con la maglia del VakifBank giunge due volte in finale di Champions League, perdendo in entrambe le occasioni. Sin dalla stagione del suo esordio, Çiğdem viene convocata in nazionale.
Dopo una stagione anonima tra le file dello Yeşilyurt, viene ingaggiata dall'Eczacıbaşı Spor Kulübü, a cui resterà legata per cinque stagioni. Questa esperienza arricchirà notevolmente il suo palmarès, riuscirà a trionfare tre volte in campionato, quattro volte nella coppa nazionale e soprattutto vincerà il suo primo trofeo internazionale: la Coppa delle Coppe 1998-99. Nel 2003, con la sua nazionale, raggiunge una storica finale agli Europei giocati in casa.
Dopo aver lasciato l'Eczacıbaşı Spor Kulübü, ha una breve esperienza in Italia e trascorre una stagione in un club minore. Nel 2006 viene ingaggiata dal Fenerbahçe Spor Kulübü, di cui diventa in seguito capitano. Nel 2007 decide di dare l'addio alla nazionale turca.
Dopo aver perso due finali di campionato consecutive, nella stagione 2008-09 arriva in semifinale nella Coppa CEV e vince il campionato turco. Qualche mese più tardi vince anche la Supercoppa turca. Nella stagione 2009-2010 giunge per la terza volta in finale di Champions League, uscendo ancora una volta sconfitta; vince però il secondo scudetto consecutivo e la Coppa di Turchia. Si ritira al termine della stagione 2010-11, chiusa con la vittoria del nono scudetto della sua carriera.

## Palmarès

### Club
- Campionato turco: 9

1996-97, 1997-98, 1999-00, 2000-01, 2001-02, 2002-03, 2008-09, 2009-10, 2010-11
- Coppa di Turchia: 8

1994-95, 1996-97, 1997-98, 1999-00, 2000-01, 2000-02, 2002-03, 2009-10
- Supercoppa turca: 2

2009, 2010
- Coppa delle Coppe: 1

1998-99
- Campionato mondiale per club: 1

2010

### Premi individuali
- 2010 - Voleybol 1. Ligi: Miglior muro